# Oudkerkhof
Het Oudkerkhof is een straat in de Nederlandse stad Utrecht, lopend van de Stadhuisbrug in het westen tot de Domstraat in het oosten. Enige zijstraat is de Korte Minrebroederstraat aan de noordzijde.
Het Oudkerkhof ligt in de binnenstad bij een van de oudste plaatsen van de stad. Tussen 690 en 780 n.Chr. bevond zich hier naast de burcht Trecht een begraafplaats waar waarschijnlijk burgers werden begraven. De straat dankt er haar naam aan. Opvallend is het hoogteverschil in de straat. De kant van de Domstraat ligt 1,5 meter lager dan de kant van de Stadhuisbrug. Het is een winkelstraat waar zich veel chique winkels bevinden. De slogan om het winkelend publiek naar de straat te lokken is opvallend: "Oudkerkhof, jong en springlevend".
In de straat bevinden zich diverse monumenten. De etalage op nummer 15 is een ontwerp van Gerrit Rietveld.